# Oldsmobile Cutlass
La Cutlass è un'autovettura prodotta dalla Oldsmobile dal 1961 al 1981 e dal 1997 al 1999 in varie serie.

## Il contesto
La storia della Cutlass iniziò nel 1961 come vettura compact che faceva parte, come sottoserie, della gamma F-85. Nel 1963 la produzione di questa prima serie terminò, e l'anno successivo la Cutlass fu lanciata come modello mid-size, sempre facente parte della gamma F-85.
Nel 1967 la Cutlass diventò un modello a sé stante; era ancora commercializzata come vettura mid-size, e tale restò fino al 1981. Fu prodotta nuovamente dal 1997 al 1999 con le stesse caratteristiche generali.
Negli anni ottanta e nella prima metà degli anni novanta il nome “Cutlass” fu applicato a diversi modelli Oldsmobile con l'aggiunta di una seconda denominazione con lo scopo di differenziarli. Questi modelli furono la compatta Cutlass Calais, la familiare Cutlass Cruiser e la media Cutlass Ciera.
Nel corso della sua storia il nome “Cutlass” diventò per la Oldsmobile un patrimonio di marca.

## L'origine della Cutlass
La prima Oldsmobile Cutlass fu una vettura sperimentale coupé costruita nel 1954. Aveva installato un telaio con un passo di 2794 mm e la carrozzeria era fastback. Il motore era un V8. La sua piattaforma era piuttosto simile a quella della F-85, che fu introdotta sette anni dopo.

## La prima serie
Nel suo primo anno di produzione (1961), la F-85 era offerta in versione berlina due porte, berlina quattro porte con allestimento DeLuxe o base, e familiare quattro porte. Anche quest'ultima era disponibile con i due allestimenti citati.
Nel primo periodo le vendite non andarono molto bene, ma furono risollevate a maggio con il lancio della sottoserie Cutlass, che era venduta in versione sport coupé tipo hard-top. Possedeva un allestimento interno spiccatamente sportivo, dei sedili anteriori separati, una consolle centrale, ed un motore V8 con carburatore a quadruplo corpo che erogava 185 CV.
Nel 1962 fu lanciata la F-85 Cutlass cabriolet. L'anno successivo gli esemplari venduti della F-85 furono 121.639, di cui 53.492 Cutlass.

## La seconda serie
Nel 1964 fu lanciata la seconda serie della F-85 Cutlass, che era disponibile in versione coupé, hard-top coupé (denominata Holiday) e cabriolet, tutte a due porte.
Per tutte le versioni erano disponibili due tipi di motore: un V6 che possedeva una cilindrata di 3687 cm³ ed erogava 155 CV, ed un V8 da 5408 cm³ e 210 CV.
Nel 1966 alla gamma F-85 Cutlass fu aggiunta la hard-top quattro porte. Fu l'ultimo anno della Cutlass come sottoserie della F-85.

## La terza serie

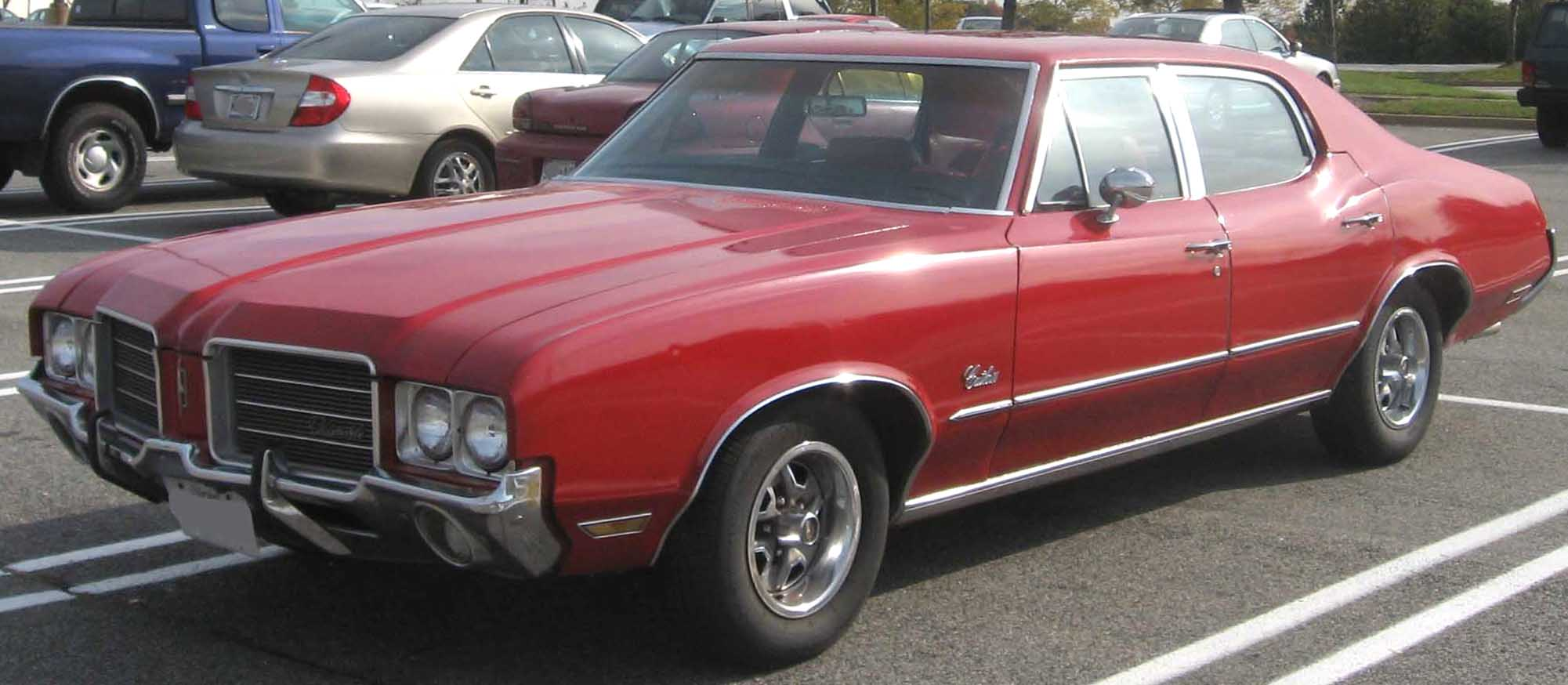
Una Oldsmobile Cutlass berlina del 1971

Dal 1967 la Cutlass fu venduta come modello a parte, e non più come sottoserie della F-85. Era offerta nelle versioni cabriolet due porte, hard-top coupé due porte, berlina quattro porte e familiare a cinque porte. I motori offerti erano anche montati sulla F-85 ed erano il sei cilindri in linea da 4097 cm³ di cilindrata e 155 CV di potenza, ed il V8 da 5408 cm³ e 250 CV.
Nel 1968 la Cutlass fu oggetto di un profondo restyling, così come tutte le altre vetture Oldsmobile che condividevano la piattaforma A della General Motors. Le Oldsmobile furono ridisegnate da Stan Wilen. Le vetture a due e quattro porte ora avevano un passo differente, più precisamente 2845 mm per le prime e 2945 mm per le seconde. Le Cutlass con il primo telaio erano chiamate Cutlass S, dove “S” significava short wheelbase, cioè “passo corto”. Apparentemente, questo cambiamento era stato eseguito per permettere di avere maggiori caratteristiche distintive tra i vari modelli, ma era anche noto che il telaio con passo di 2921 mm aveva creato problemi di saltellamento in autostrada dovuti al fenomeno delle frequenze di risonanza. La lunghezza totale fu diminuita di 66 mm, anche se il peso aumentò di 34 kg. I modelli a due porte della Cutlass adottarono una linea che ricordava le fastback, con un'imponente parte posteriore.
Nel 1968 alla base dell'offerta Oldsmobile c'era la F-85, e poi veniva la Cutlass, posizionata nel mezzo. La gamma era completata dalla più formale Cutlass Supreme e dalla sportiva 442, oltre che dalla 88, dalla 98, dalla Toronado e dalla Vista Cruiser. Ci fu anche una serie limitata di vetture Hurst/Olds, frutto della collaborazione tra l'Oldsmobile e la Hurst Performance. La Hurst/Olds era in sostanza una 442 speciale, con le stesse sospensioni di quella di serie ma con un motore V8 da 7,4 L. Quest'ultimo propulsore non era normalmente offerto per le Cutlass perché era in vigore una politica aziendale della General Motors che limitava i motori installati sulle vetture medie ad una cilindrata di 6,6 L. Nel 1968 le opzioni per i propulsori erano simili a quelle dell'anno precedente, benché la cilindrata del motore V8 fu aumentata a 5,7 L. Lo statore ad incidenza variabile applicato alle trasmissioni automatiche fu eliminato.
Nel 1970 e nel 1971 la Cutlass fu oggetto di cambiamenti estetici. Nel primo anno non fu più offerta in versione cabriolet.
Anche nel 1972 ci furono cambiamenti minori, che furono incentrati sulla griglia anteriore e sui fanali posteriori.

## La quarta serie
La Cutlass fu oggetto di un nuovo restyling nel 1973. Per rinnovare il modello fu utilizzato il nuovo telaio denominato Colonnade, sempre sulla piattaforma A della General Motors.
Nel 1973 fu lanciata la Cutlass Salon, che era la versione maggiorata della Cutlass. All'inizio fu venduta solamente con carrozzeria berlina a quattro porte, ma nell'anno successivo fu aggiunta la versione berlina a due porte. Fu la prima Oldsmobile con il nuovo emblema “a due ali”, che fu poi applicato alla Cutlass Ciera.  La gamma offerta dalla Oldsmobile ora comprendeva la “Cutlass”, la “Cutlass S”, la “Cutlass Salon”. la Cutlass Supreme, la Custom Cruiser, la 88, la 98, la Omega, la Toronado e la Vista Cruiser, oltre al pacchetto estetico in stile 442 applicato alla “Cutlass S” coupé, basato anch'esso sul telaio “Colonnade”.
Nel 1975, fu introdotto per la Cutlass il V8 da 4,3 L di cilindrata con un cambio manuale a cinque rapporti, oppure l'opzionale trasmissione automatica.
Altri motori a scelta erano il 5,7 L o il 7,5 L, ma solo abbinati al cambio automatico. Nel 1977 fu aggiunto il V6 da 3,8 L, montato precedentemente sulle Buick. Lo stesso anno il propulsore da 6,6 L sostituì quello da 7,5 L.

## La quinta serie

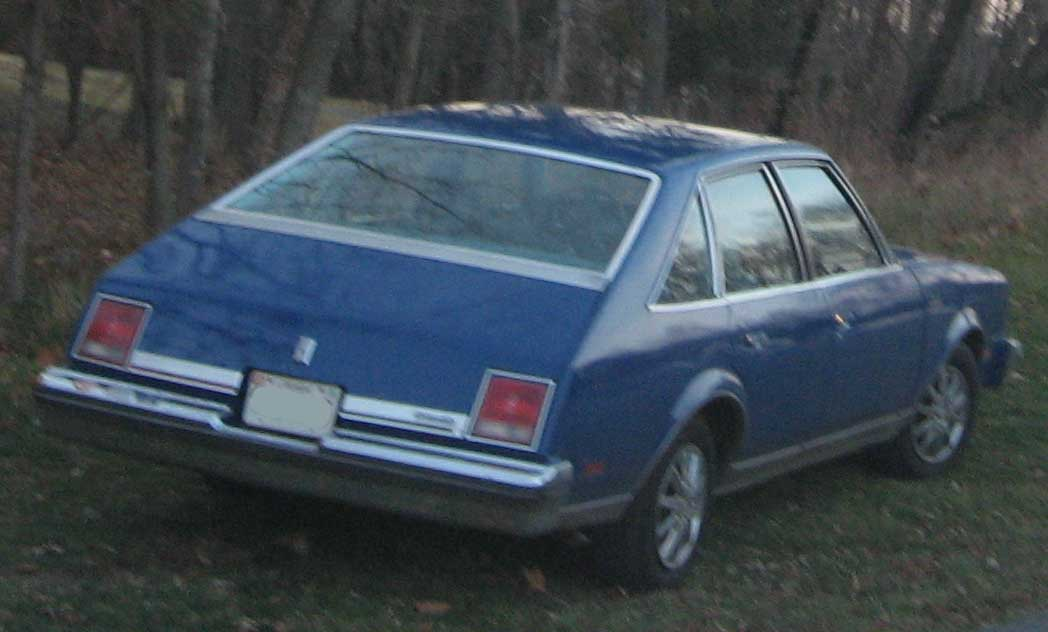
Vista posteriore di una Oldsmobile Cutlass Salon

Nel 1978 la Cutlass fu montata su una nuova versione della piattaforma A della General Motors, che possedeva un passo di 2203 mm ed quindi era più corta delle precedenti. Era anche più leggera, infatti pesava 1500 kg, e poteva essere ordinata con vari tipi di motori, fabbricati dalle varie divisioni della General Motors. Essi erano il V6 Buick da 3,8 L di cilindrata, il V8 Oldsmobile da 4,3 L, il V8 Pontiac da 4,9 L oppure il V8 Chevrolet da 5 L, tutti disponibili con la scelta tra carburatori a doppio o a quadruplo corpo.
Nel 1978 la gamma offerta della Cutlass includeva la “Salon” e la “Salon Brougham”, che erano vendute in versione coupé e berlina, e le più formali Supreme e “Supreme Brougham”. Le berline vennero ridisegnate ed assunsero un aspetto più simile a quello di una due volumi d'importazione che di una fastback a due volumi e mezzo. Con questo intervento diventarono però meno popolari delle Supreme e delle coupé. C'erano anche la “Cutlass Cruiser” e la “Cutlass Cruiser Brougham”, che erano delle familiari; sostituirono la Vista Cruiser ed erano entrambe erano più piccole rispetto alle station wagon più convenzionali. Tutte le “Brougham” avevano un allestimento interno che era più vivace di quello installato sui modelli base.
Il pacchetto estetico e sportivo 442, disponibile solo sulla “Salon” berlina e sulla “Salon Brougham” coupé, comprendeva delle grandi decorazioni adesive sulla parte bassa del corpo vettura, dei sedili “442” specifici, delle scritte identificative nell'abitacolo, un assetto specifico, uno sterzo più reattivo, molle e ammortizzatori più rigidi, delle barre stabilizzatrici per l'avantreno ed il retrotreno, ed infine degli pneumatici più grandi.
La Cutlass coupé usava essenzialmente le stesse sospensioni della 442, ma montava opzioni da gran stradista, inclusi una strumentazione più completa, un volante sportivo con razze in alluminio, sedili singoli reclinabili ed una consolle centrale con la leva del cambio montata sul pavimento.
Nel 1979 i cambiamenti estetici furono minimi. I motori offerti furono il V6 da 3,8 L di cilindrata e 115 CV di potenza, ed i V8 da 4,3 L (105 CV), 4,9 L (135 CV), 5 L (160 CV), 5,7 L (160 CV) ed il Diesel da 4,3 L e 90 CV.
Oggi, i cultori delle vetture hot-rod trovano che il compatto vano motore della Cutlass sia ancora grande abbastanza da permettere facilmente dei trapianti di propulsore. Se una Cutlass era equipaggiata originariamente con un motore Oldsmobile da 4,3 L, allora i propulsori V8 Oldsmobile più grandi, compreso quello da 7,5 L, possono essere montati con minime modifiche, persino mantenendo gli originari supporti del motore. Inoltre, le Cutlass inizialmente equipaggiate con un propulsore Chevrolet da 5 L permettono, ad esempio, grazie alle caratteristiche del vano motore, di passare al noto propulsore Chevrolet da 5,7 L o al motore Chevrolet big-block da 7,4 L.
Nel 1979 ci fu una revisione della griglia anteriore e dei fanali posteriori. Diventò opzionale un motore Diesel da 4,3 L di cilindrata (basato su un analogo propulsore Oldsmobile da 5,7 L). Gli esemplari che montavano questo tipo di motore avevano una scritta identificativa sul portellone posteriore che recitava Oldsmobile Diesel.
Circa 3000 Cutlass coupé furono equipaggiate dall'opzione W30 delle Hurst/Olds, che comprendeva cerchioni in alluminio con verniciatura color oro, una consolle esclusiva, una leva del cambio della Hurst Performance, una verniciatura bicolore ed un motore V8 da 5,7 L con un carburatore a quadruplo corpo e un doppio terminale di scarico.
Nel 1980 ci furono cambiamenti minimi sull'aspetto esteriore del modello, ma furono offerte le seguenti motorizzazioni: il V6 da 3,8 L di cilindrata e 110 CV di potenza, ed i V8 da 4,3 L (105 CV), 5 L (150 CV) e da 5,05 L (155 CV), oltre al motore Diesel da 5,7 L (105 CV).
Il 1981 fu l'ultimo anno di questa serie della Cutlass, ma il modello fu comunque oggetto di importanti modifiche estetiche, insieme alle altre vetture General Motors che erano realizzate sulla piattaforma A.

## Le serie di vetture denominate “Cutlass”
All'inizio del 1982 l'Oldsmobile iniziò ad usare il nome “Cutlass” (che in inglese significa sciabola da abbordaggio) come sottomarchio. Furono chiamate Cutlass due serie di vetture che riportavano un secondo nome con lo scopo di differenziare i modelli.

### La Cutlass Ciera e la Cutlass Cruiser (1982-1996)

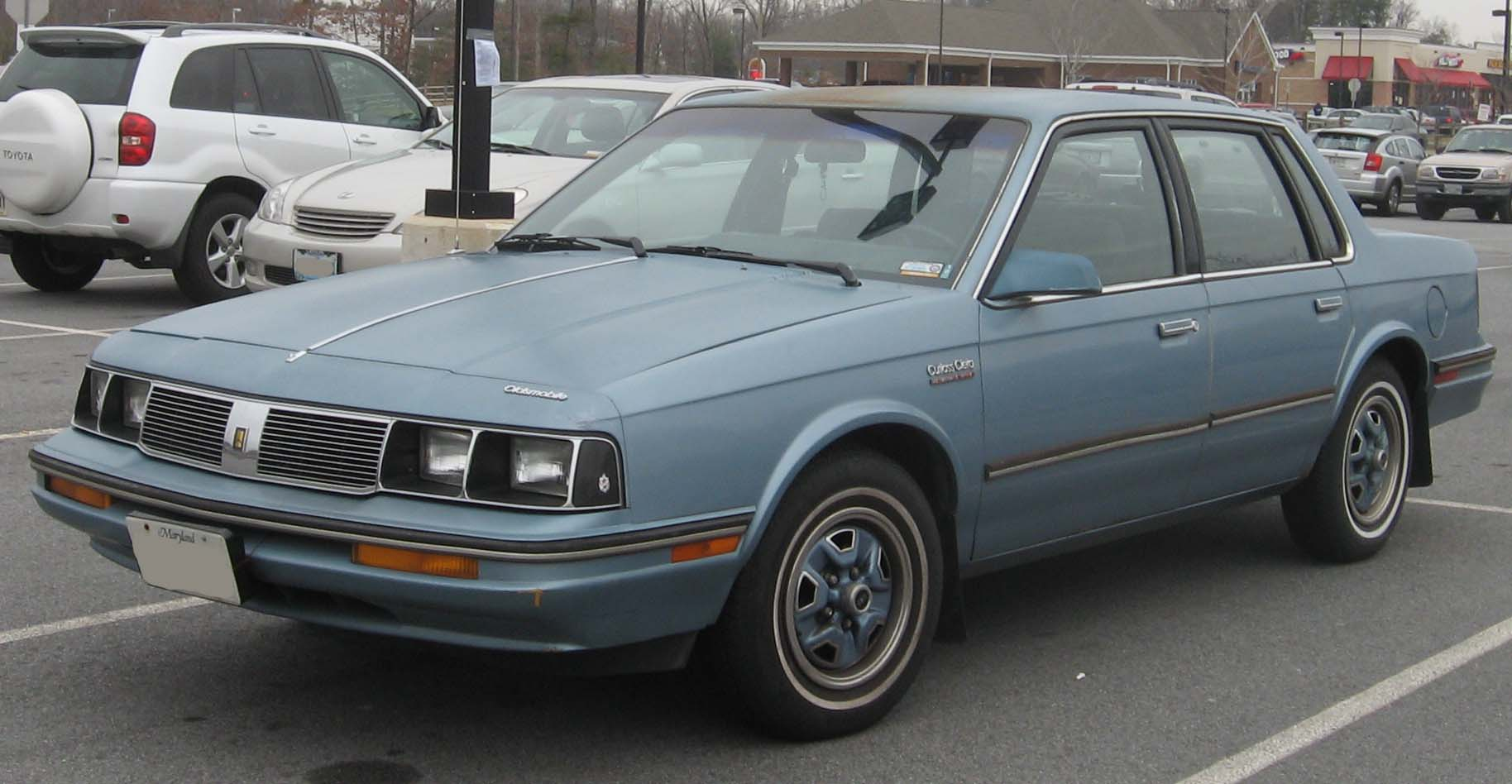
Una Oldsmobile Cutlass Ciera del 1987

La piccola Cutlass Ciera è stata introdotta nel 1982 sulla nuova piattaforma A della General Motors. Essa era a trazione anteriore ed era classificata come vettura mid-size. La Cutlass Cruiser familiare si aggiunse alla gamma offerta nel 1984; si basava sulla stessa piattaforma della “Ciera”. La versione coupé fu prodotta fino al 1992, mentre le berline e le familiari fino al 1996. Nell'ultimo anno di produzione, il modello fu rinominato semplicemente come Oldsmobile Ciera.

### La Cutlass Calais (1985-1991)

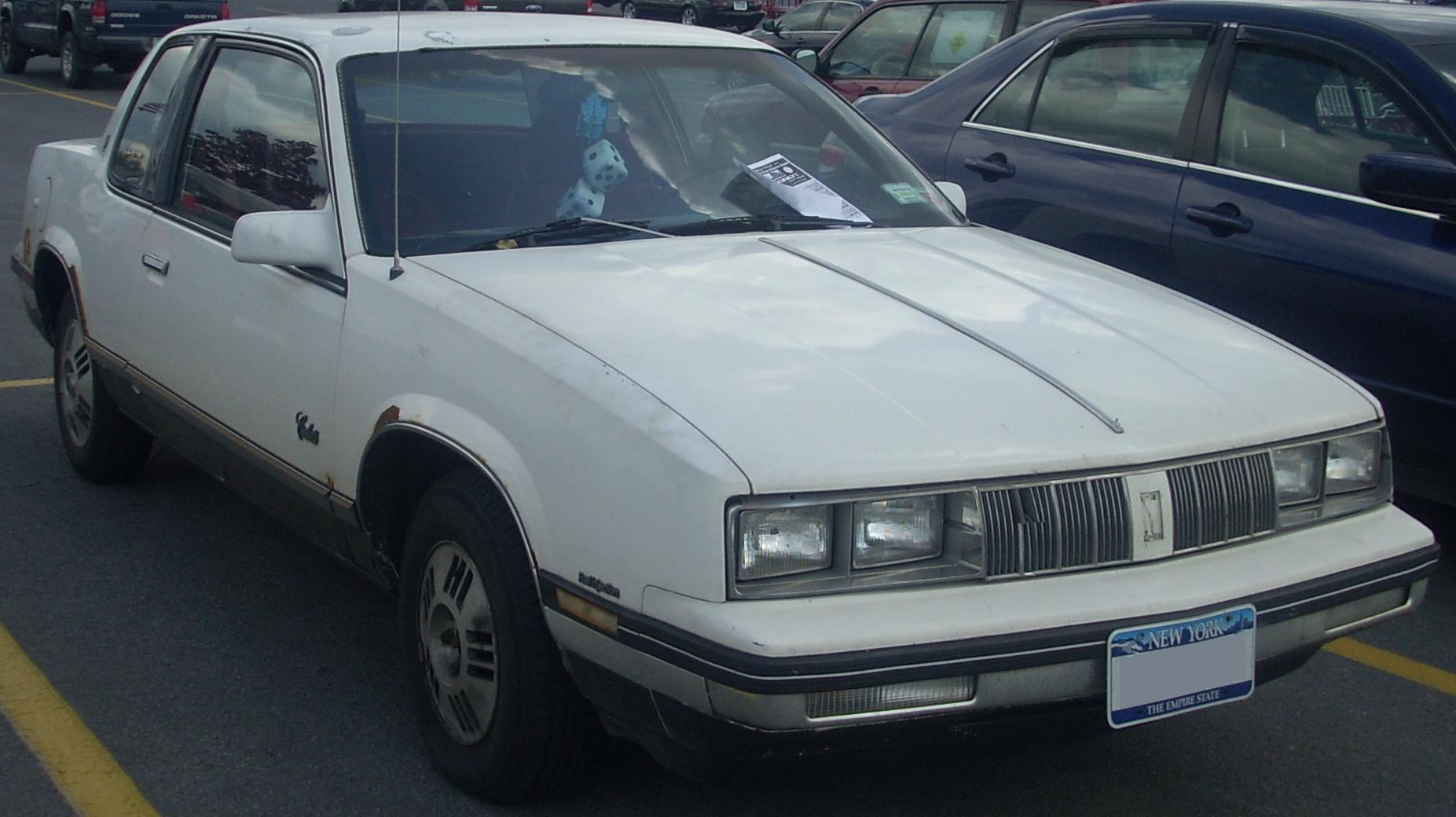
Una Cutlass Calais coupé

Nel 1985 fu lanciata la compact Calais; era una vettura a trazione anteriore che fu montata sulla piattaforma N della General Motors. Nel 1988 il nome fu mutato in Cutlass Calais.
Il famoso nome 442 fu riproposto per la Cutlass Calais dal 1990 al 1991.
La Cutlass Calais fu sostituita nel 1992 dalla Achieva.

## La sesta serie
Il nome Oldsmobile Cutlass fu riutilizzato nel 1997 per un modello che era quasi identico alla Chevrolet Malibu. Sostituiva la Ciera, e fu venduto esclusivamente negli Stati Uniti. Montava un telaio di 2718 mm ed era costruita sulla piattaforma N della General Motors. Era strettamente imparentata con la Pontiac Grand Am, la Buick Skylark e la Oldsmobile Achieva. Fu disponibile in due versioni, Standard e GLS.
Questo modello era posizionato, nella gamma offerta dalla Oldsmobile, tra la Achieva e la Intrigue. Soprannominata da molti come la “Cutlibu” per la grande somiglianza con la Chevrolet Malibu, differiva dagli altri modelli parenti per la calandra Oldsmobile divisa in due, per i fanali posteriori che coprivano l'intera larghezza della vettura e per i cerchioni cromati. Montava un motore V6 da 3,1 L di cilindrata erogante 160 CV di potenza e 251 N•m di coppia.
L'ultima Cutlass fu prodotta il 2 luglio 1999. Venne sostituita dall'Alero.